# Marie Antonie Bourbonsko-Parmská

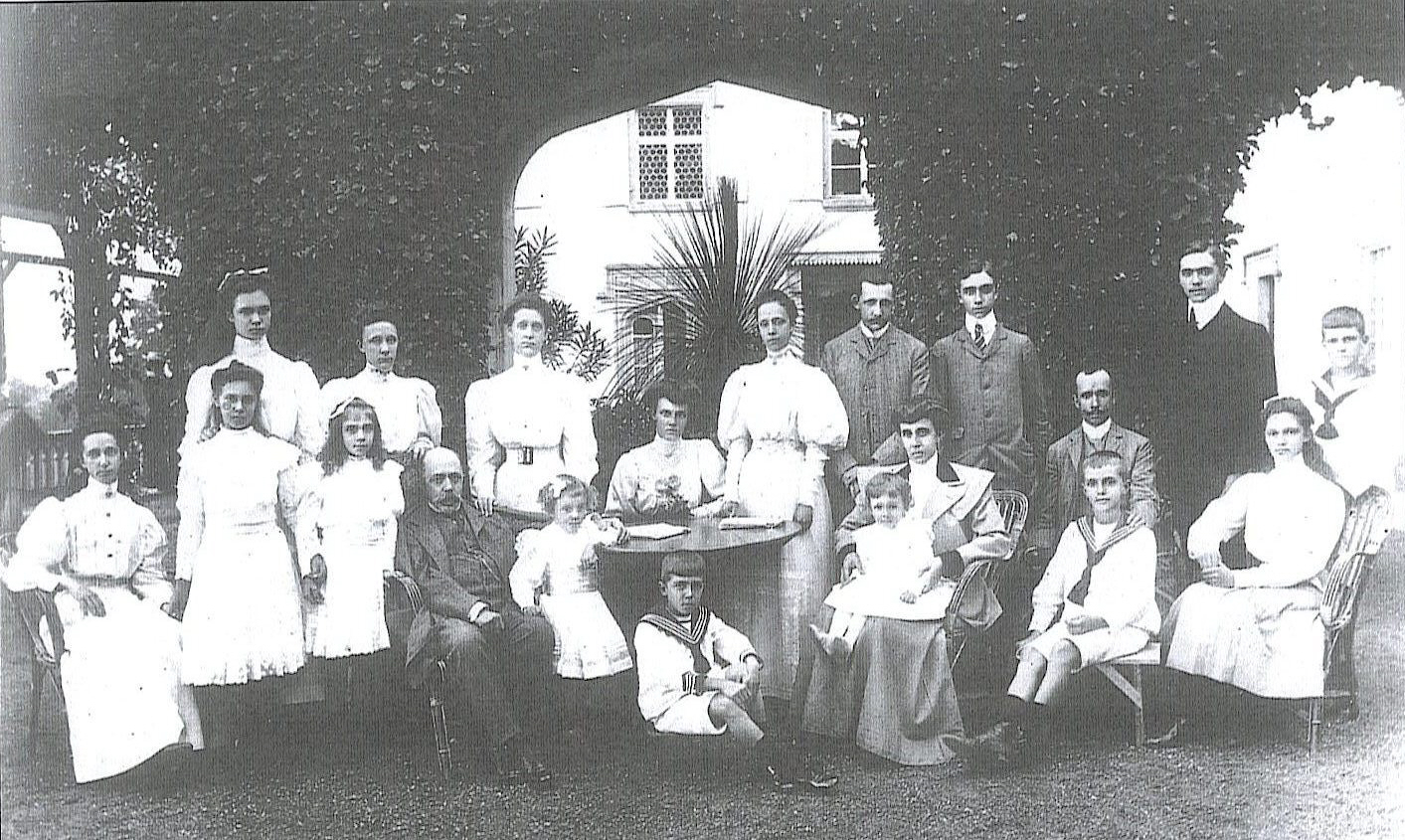
Marie Antonie, stojící druhá zleva v první řadě, se zbytkem rodiny jejích rodičů

Marie Antonie Žofie Bourbonsko-Parmská (italsky Maria Antonia Sofia di Borbone-Parma, 7. listopadu 1895, Schwarzau am Steinfeld - 19. října 1979, klášter Solesmes) byla italská princezna z bourbonsko-parmské panovnické dynastie. V dospělosti se stala benediktinskou řeholnicí.

## Život
Narodila se jako osmý potomek a čtvrtá dcera parmského vévody Roberta I. (posledního suverénního vévody z Parmy a Piacenzy ) a jeho druhé manželky Marie Antonie z Braganzy, nejmladší dcery portugalského krále Michala I., vypuzeného po občanské válce.
Otec Marie Antonie měl z prvního manželství s princeznou Marií Piou Neapolsko-Siciliskou dvanáct dětí, z nichž však většina zemřela mladá nebo trpěla mentální retardací. To bylo zřejmě částečně způsobeno úzkým pokrevním příbuzenstvím mezi oběma manžely.
Marie Antonie měla starší sestru Zita, která se provdala za arcivévodu Karla, pozdějšího císaře Rakouska-Uherska. Jejím synovcem byl Karel Hugo, manžel nizozemské princezny Ireny z Lippe-Biesterfeldu.
Její starší nevlastní sestra Marie Luisa se stala bulharskou carevnou. Její starší bratr Felix se oženil s lucemburskou velkovévodkyní Šarlotou a stal se dědečkem současného panujícího velkovévody Jindřicha I.
Marie Antonie vstoupila mezi benediktinky v Solesmeském klášteře, kam ji doprovázely její starší sestry Marie Adéla a Františka. V klášteře 19. října 1979 zemřela.